# Renée Stotijn

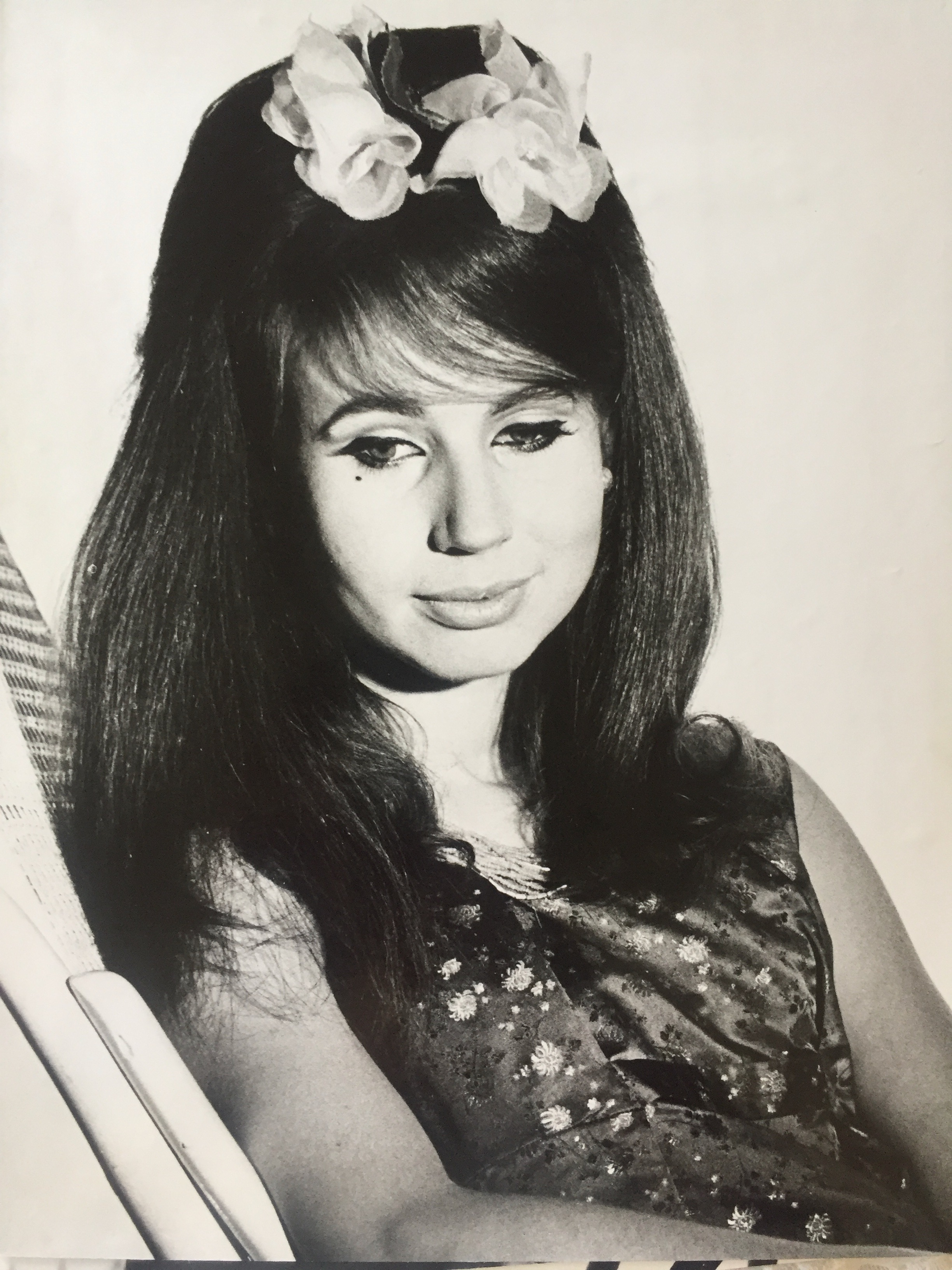
Renée Stotijn in 1962. Foto: Jeroen de Koning

Renée Stotijn (Hilversum, 7 februari 1940 -  Amsterdam,16 juni 2020) was een Nederlands kunstschilder.

## Biografie

### Jeugd
Op 7 februari 1940 wordt Renée Stotijn geboren in Hilversum, als oudste dochter in een gezin van vier kinderen. Spoedig na de geboorte verhuizen haar ouders naar Amsterdam-Zuid, vlak achter het Concertgebouw. Dit is een praktische keuze voor het gezin, aangezien vader Haakon Stotijn in datzelfde jaar een aanstelling krijgt als solo-hoboïst van het Concertgebouworkest. ‘In tal van opzichten is het voor mij bepalend geweest, dat ik ben opgegroeid achter Het Concertgebouw’, aldus Renée Stotijn. ‘In de eerste plaats natuurlijk vanwege het gebouw, meer dan nauw verbonden met mijn leven thuis. Dan de musea, vrijwel om de hoek. En, ook heel belangrijk voor mij was de architectuur van de buurt’.
Renée begint op haar vijfde te tekenen nadat ze van haar vader een boek over Italiaanse schilderkunst uit de vroege renaissance krijgt. Ze heeft een fascinatie voor deze kunst en leert alle schilders uit haar hoofd. Dan al staat haar besluit vast; zij zal gaan schilderen. Helaas ontstaan er problemen in het gezin en scheiden haar ouders als zij 12 jaar is, iets dat in die tijd nog vrij ongebruikelijk is. Renée is vastbesloten om het haar vader mee te gaan, evenals haar jongere zusje. Dit heeft als consequentie dat zij jarenlang op zoek zijn naar een vast onderkomen, met als gevolg wisselende verzorgsters en huisadressen. Uiteindelijk vestigen Haakon en zijn twee dochters zich in 1957 op de Weesperzijde in Amsterdam-Oost.

### Studie
Na haar eindexamen op het Montessori Lyceum volgt Renée zes jaar intensieve lessen aan de Rijksacademie in Amsterdam. Zij krijg les van onder meer prof. Röling, prof. De Kat en prof. Schröder. Als uitzonderlijk getalenteerde studente krijgt Renée beschikking over een loge; een eigen atelier boven in het academiegebouw. ‘Ik heb daar heel veel portretten gemaakt’, vertelde Renée. Omdat ze wil leren decorschilderen werkte ze één jaar op een decoratelier en vervolgens zes jaar als restauratrice bij het Centraal Laboratorium van het Rijksmuseum. Tegelijkertijd geeft ze professionele rondleidingen voor het Stedelijk Museum, het Van Gogh Museum en het Rijksmuseum aan kinderen en volwassenen.

### Tegenslag
Renée krijgt gedurende haar leven een aantal grote tegenslagen te verwerken. Tijdens haar studieperiode in 1964 overlijdt haar vader. Dit is een grote klap in emotioneel opzicht en ook is het zwaar om naast haar studie de eindjes aan elkaar te knopen. Vervolgens krijgt Renée op 32-jarige leeftijd het bericht dat zij een tumor in haar borst heeft. Na de operatie is Renée een lange tijd niet in staat om haar arm te gebruiken, laat staan te schilderen. Dit is een nachtmerrie voor Renée. 

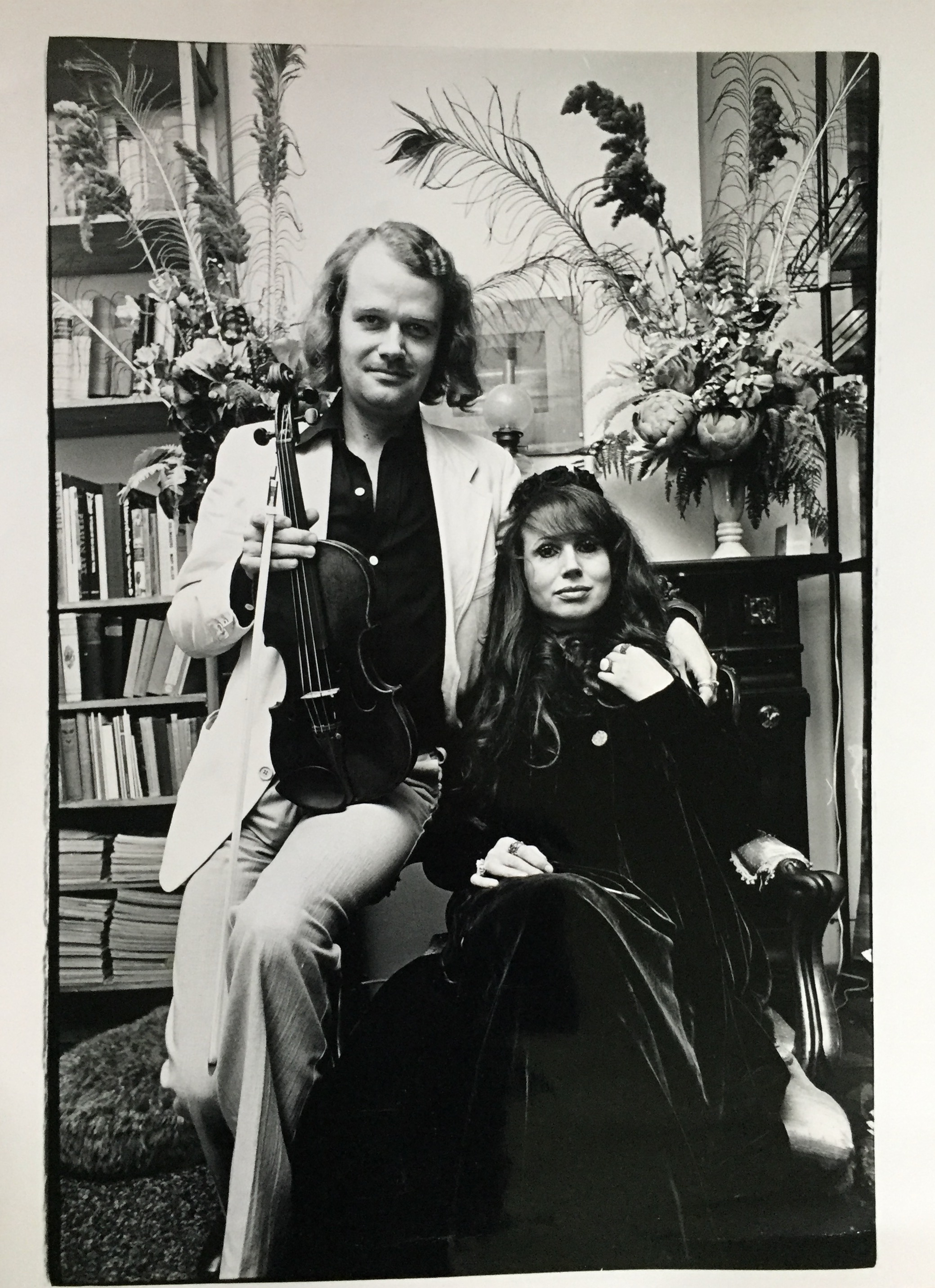
Renée Stotijn met haar partner Dick Bor in 1976

### Relatie
Vanaf de jaren zeventig heeft Renée een relatie met violist en concertmeester Dick Bor. Samen vormen zij een bekend artistiek stel. Zij hebben de eerste latrelatie in Nederland: zij wonen bewust niet samen en zijn niet getrouwd. Over deze bijzondere situatie verschijnen enkele artikels in de krant, waarin de aandacht ook uitgaat naar hun artistieke projecten. In 1978 organiseren zij in Het Concertgebouw bijvoorbeeld een concertreeks onder de naam ‘Schertsconcerten’, waar Dick samen met Polo de Haas en andere musici diverse grappen en rariteiten op het podium presenteert, in combinatie met een expositie in de Spiegelzaal van Renée aldaar. Renée stelt daarna nog enkele keren haar werk tentoon, waaronder in 1994 in kunstenaarssociëteit De Kring, maar exposeren doet zij in beperkte mate. Renée en Dick krijgen twee dochters.

### Kunstwerken
In 1970 verschijnt in de Panorama een bijzonder artikel, waar zij overigens zelf niet erg tevreden over is, dat gaat over Renées voorliefde voor antieke poppen. Dit is een onderwerp dat zij graag uitbeeldt, maar zeker niet het enige. Ze maakt daarnaast talloze portretten, stillevens, landschappen en stadsgezichten. Haar complete oeuvre beslaat zo'n tweeduizend tekeningen, aquarellen, pastels, knipwerken en olieverfschilderijen. Daarnaast fotografeert ze zeer regelmatig. Ze exposeert enkele malen, waaronder in de Spiegelzaal van Het Concertgebouw, in de kunstenaarssociëteit de Kring en op Schiphol. Tijdens de expositie op Schiphol blijkt een van haar schilderijen te zijn zoekgeraakt. Deze wordt later weer teruggevonden.

### Architectuur
Gedreven door haar liefde voor met name de negentiende-eeuwse architectuur, zet Renée zich vanaf eind jaren zeventig actief in voor het behoud van Amsterdamse stedelijk erfgoed. Aanvankelijk doet zij dit in haar oude buurt Amsterdam-Zuid, maar vooral in Amsterdam-Oost, waar zij woont. Hier weet zij de Nieuwe Amstelbrug van architect Berlage middels een rechtszaak van sloop te redden en is zij nauw betrokken met de redding en de totstandkoming van De Ysbreeker. Ook wordt door haar inzet het oudste gedeelte 'het Streekje' van de Weesperzijde in oude stijl herbouwd. Ten slotte strijdt zij fel tegen de moderne aanbouw aan Het Concertgebouw. Zij slaagt er niet in om de komst hiervan te beletten, maar het had niet veel gescheeld. ‘Mijn bemoeienissen gaan soms heel hoog. Zelfs tot aan de Raad van Staten. Voor mezelf werken doe ik tussendoor. Mijn grote passie is het aquarelleren. Ik schilder, omdat ik het niet laten kan. Als een ander naar het strand gaat, zit ik te schilderen.’

### Overlijden
In 2018 blijkt Renée opnieuw borstkanker te hebben. Hoewel de behandelingen voorspoedig verlopen blijkt zij na anderhalf jaar toch uitzaaiingen te hebben. Dan gaat het opeens heel snel. Op 16 juni 2020 overlijdt zij op 80-jarige leeftijd in Amsterdam.

### Verborgen kunst
Decennialang zijn de kunstwerken van Renée Stotijn niet zichtbaar geweest, noch voor publiek, noch voor bekenden. Zelfs haar dochters hebben geen flauw benul van de omvangrijke collectie van hun moeder. Na het overlijden van Renée weten zij niet wat hen overkomt: ze ontdekken in hun ouderlijk huis een schat aan kunstwerken.
Honderden olieverfdoeken, aquarellen en tekeningen zijn jarenlang opgeborgen achter dubbele muren en tussen plafonds in haar huis aan de Weesperzijde in Amsterdam. Vooral in de keuken, wat betekent dat de kookdampen er telkens doorheen gaan. Dat de kunstwerken, opeengestapeld en zonder bescherming, nog zo goed geconserveerd zijn gebleven mag een wonder heten.

### Succes na overlijden
De jongste dochter van Renée Stotijn fotografeert de kunstwerken en plaatst de foto’s op sociale media. Het Instagram-account krijgt in korte tijd volgers en reacties van over de hele wereld.
Nadat haar kunstwerken worden gespot door een Italiaanse curator, worden haar kunstwerken in november 2020 tentoongesteld tijdens de expositie MATER <Reconditis Oedipus> in de Milanese galerie M.A.D.S. Milano. Kort erna is er een online expositie te zien op de internetpagina van Kunstenaarssociëteit De Kring.
In november 2020 verschijnt er een item bij AT5 en publiceert Het Parool  een artikel over de vondst van de kunstwerken van Renée Stotijn door haar dochters. In het NRC verschijnt een artikel in maart 2021. Het eerste internationale artikel over de kunstwerken van Renée Stotijn verschijnt in het online kunstmagazine Artland.
De eerste fysieke tentoonstelling in Amsterdam van de verborgen kunst van Renée Stotijn vindt plaats van 25 juni t/m 19 september 2021 in de Beurs van Berlage. De bezoeker ervaart de kunstwerken zoals ze eruitzagen toen ze werden gevonden, zonder opsmuk of aanpassingen en soms zonder lijst, aangetast door de tand des tijds. Her en der zullen strepen, stof, deukjes, vochtplekken en scheurtjes zichtbaar zijn. Er is een selectie gemaakt van de kunstwerken in hun puurste vorm: ‘what you see is what you get.’

## Foto's

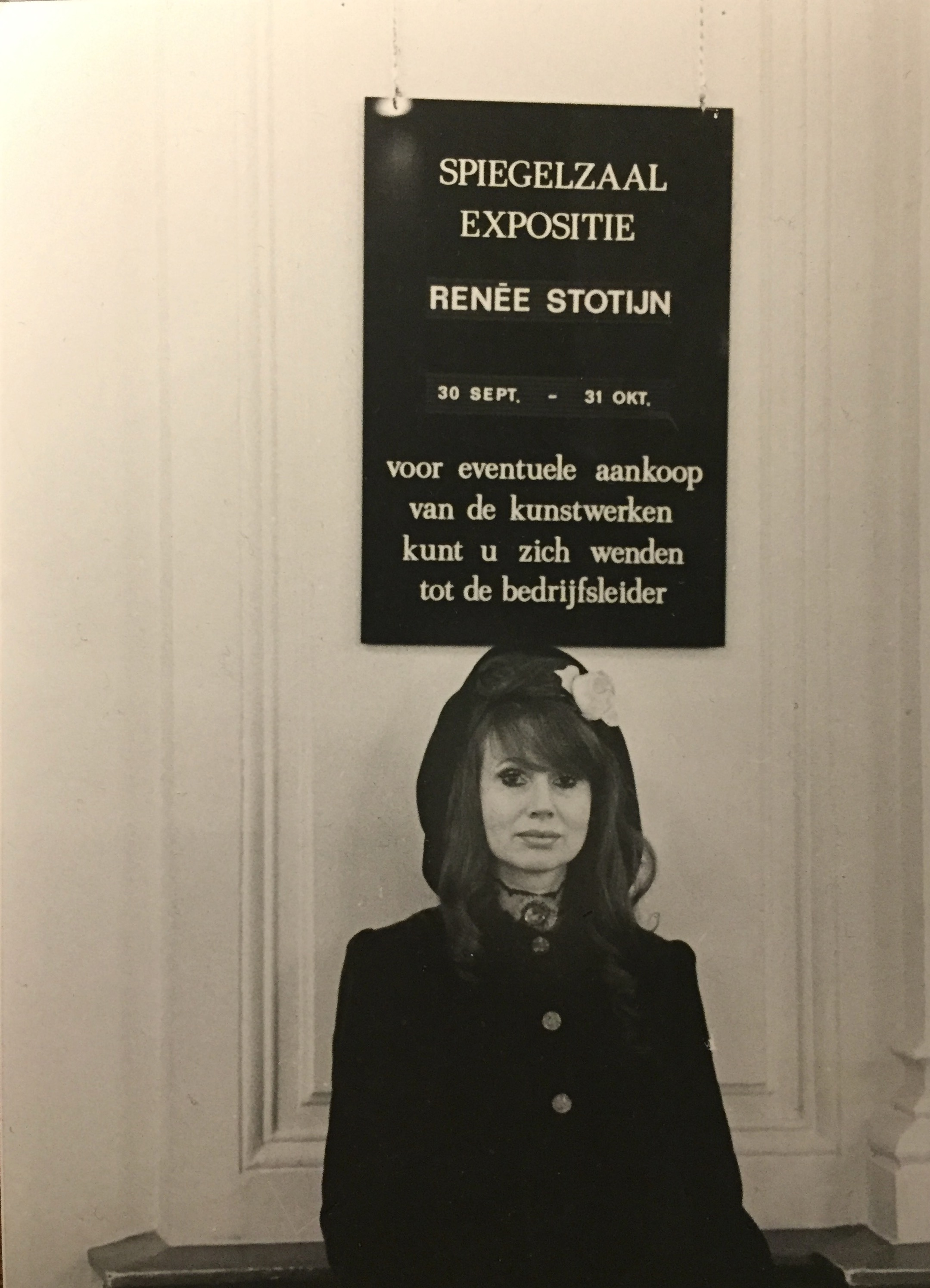
Renée Stotijn tentoonstelling Spiegelzaal in Het Concertgebouw - 1979
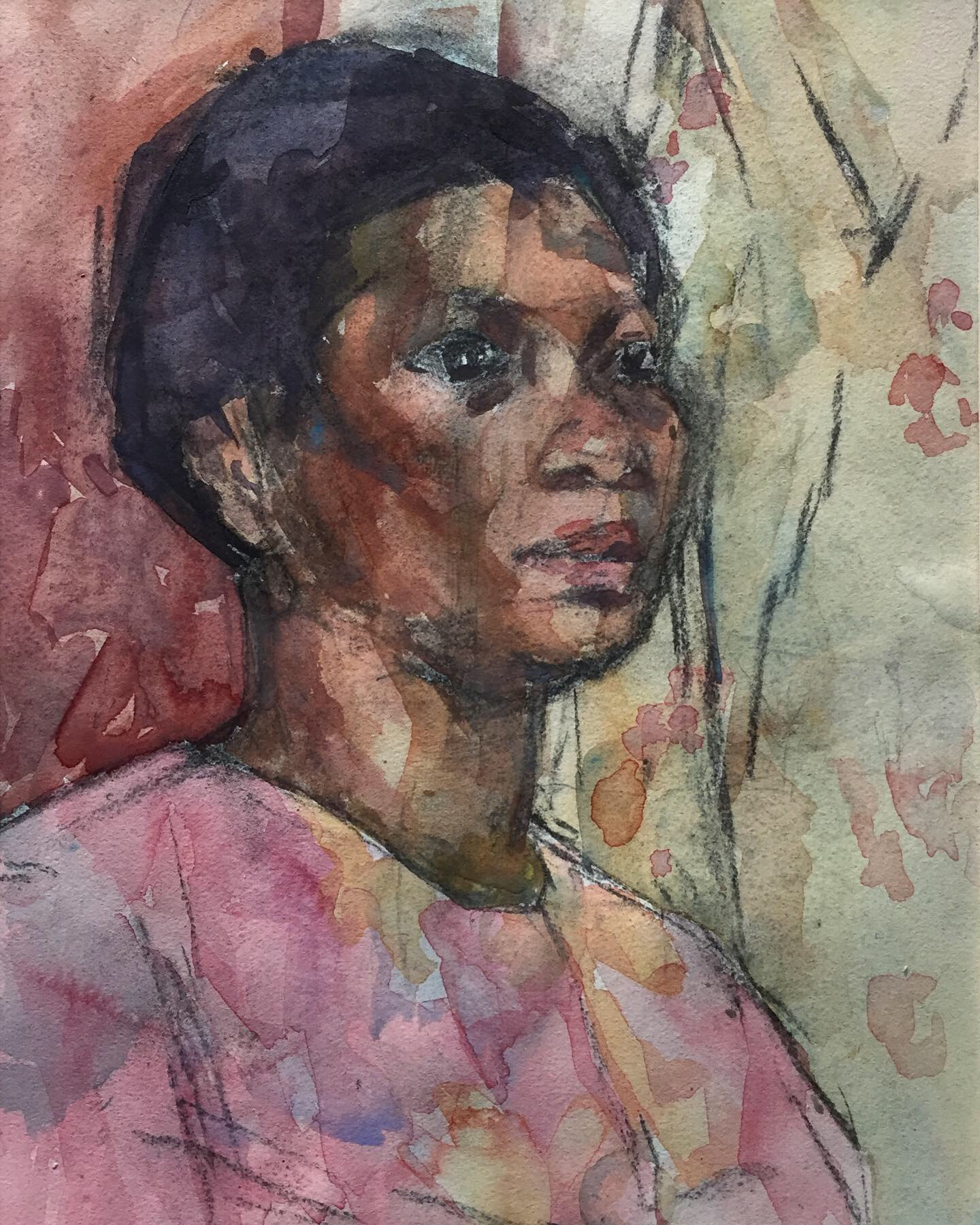
Portret van vrouw in roze, ca. 1963, aquarel op papier, 34 x 24 cm - Renée Stotijn
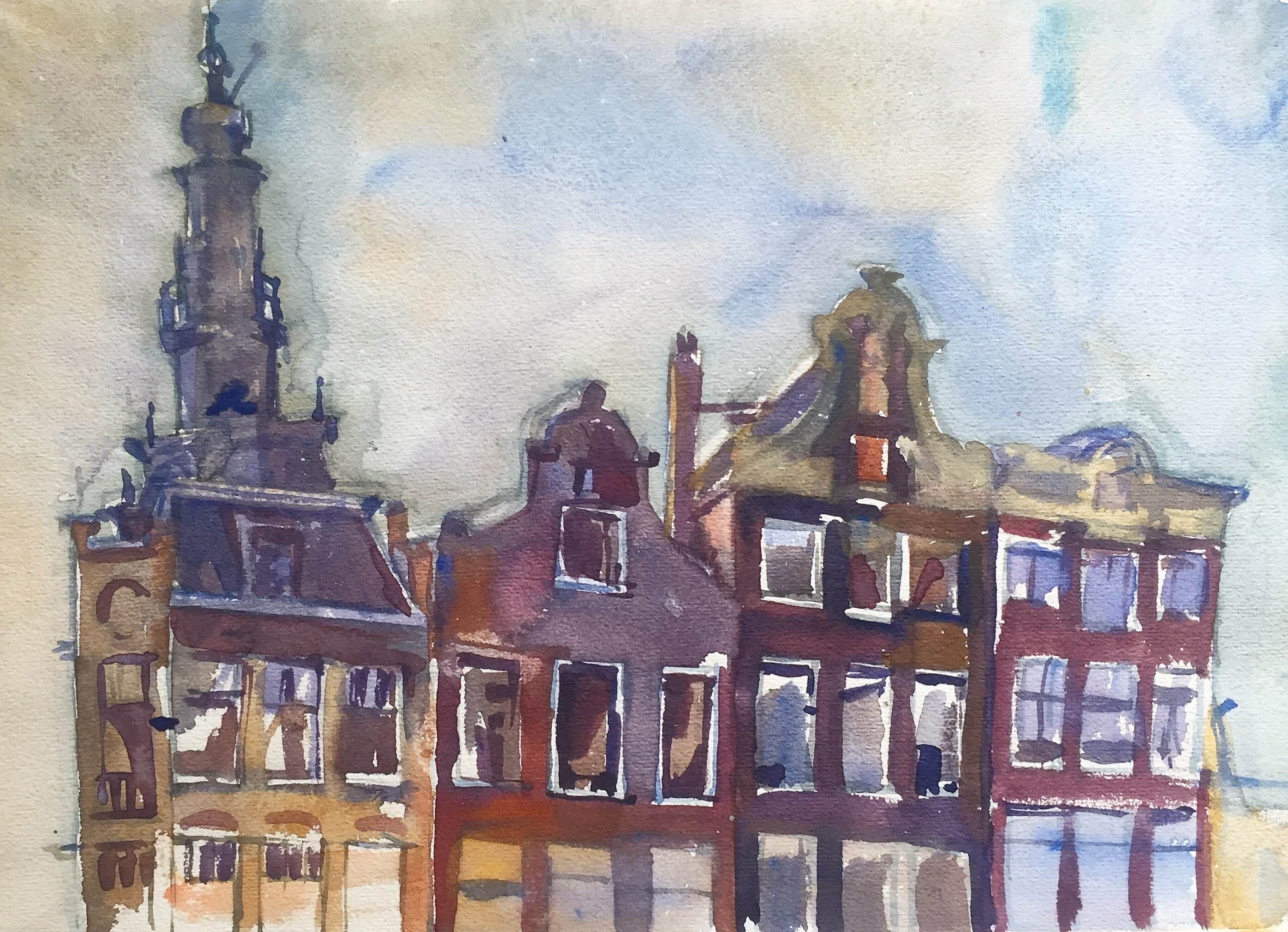
De Kloveniersburgwal - ca. 1965 - aquarel op papier 23 x 17 cm - Renée Stotijn
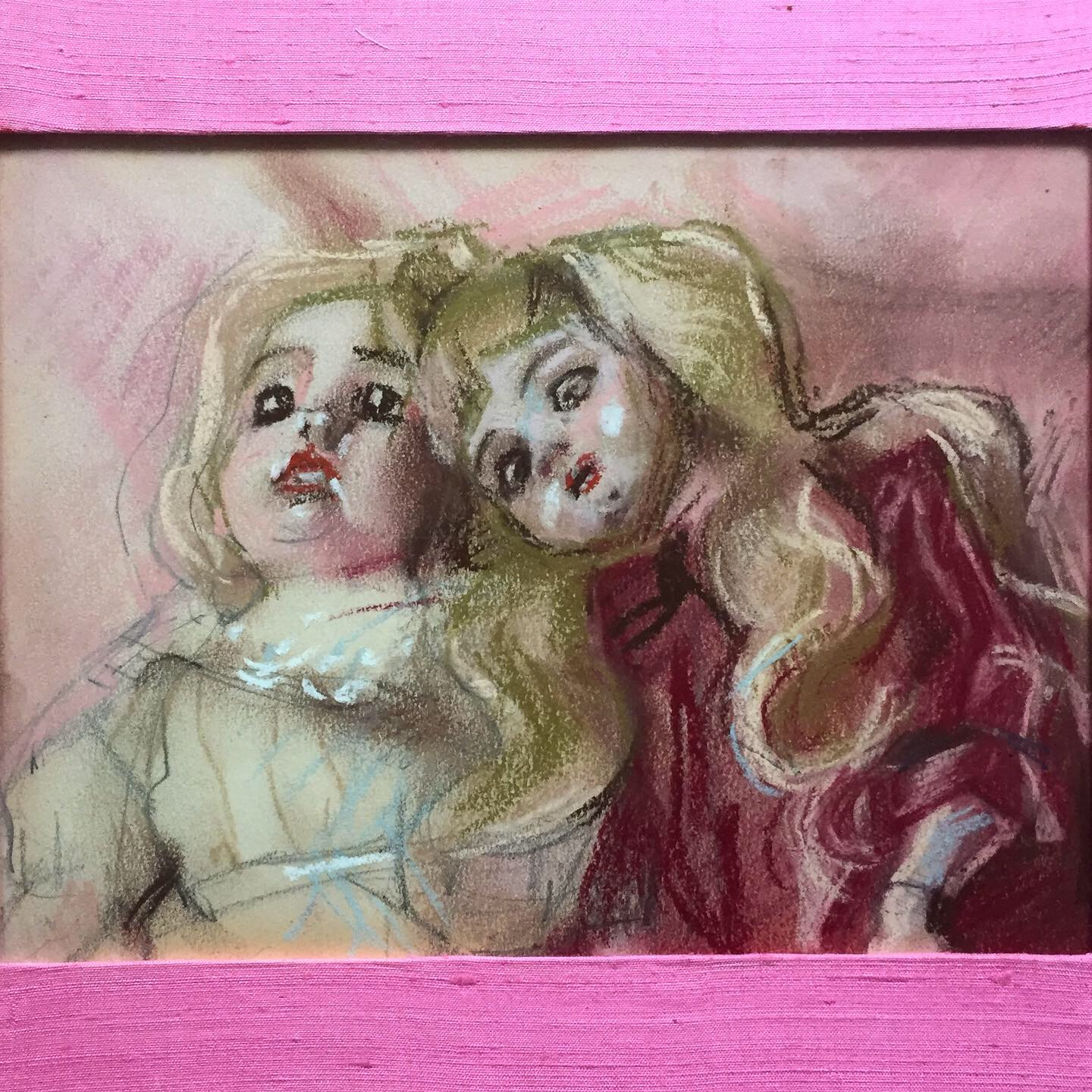
Twee poppen - ca. 1969 - pastel op papier 15 x 20,5 cm - Renée Stotijn
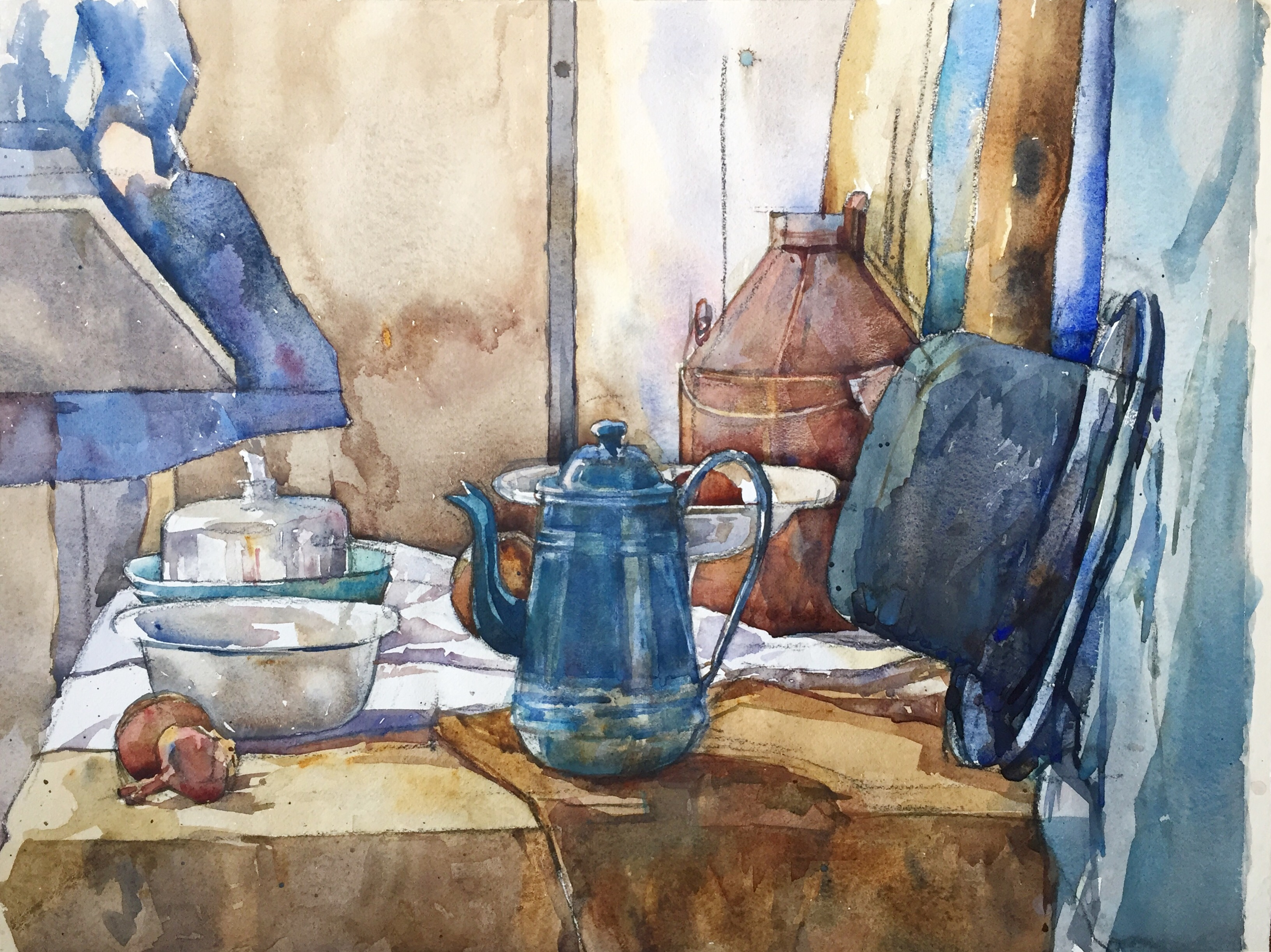
Stilleven met theepot en hoed - ca. 1965 - aquarel op papier 71 x 53 cm - Renée Stotijn
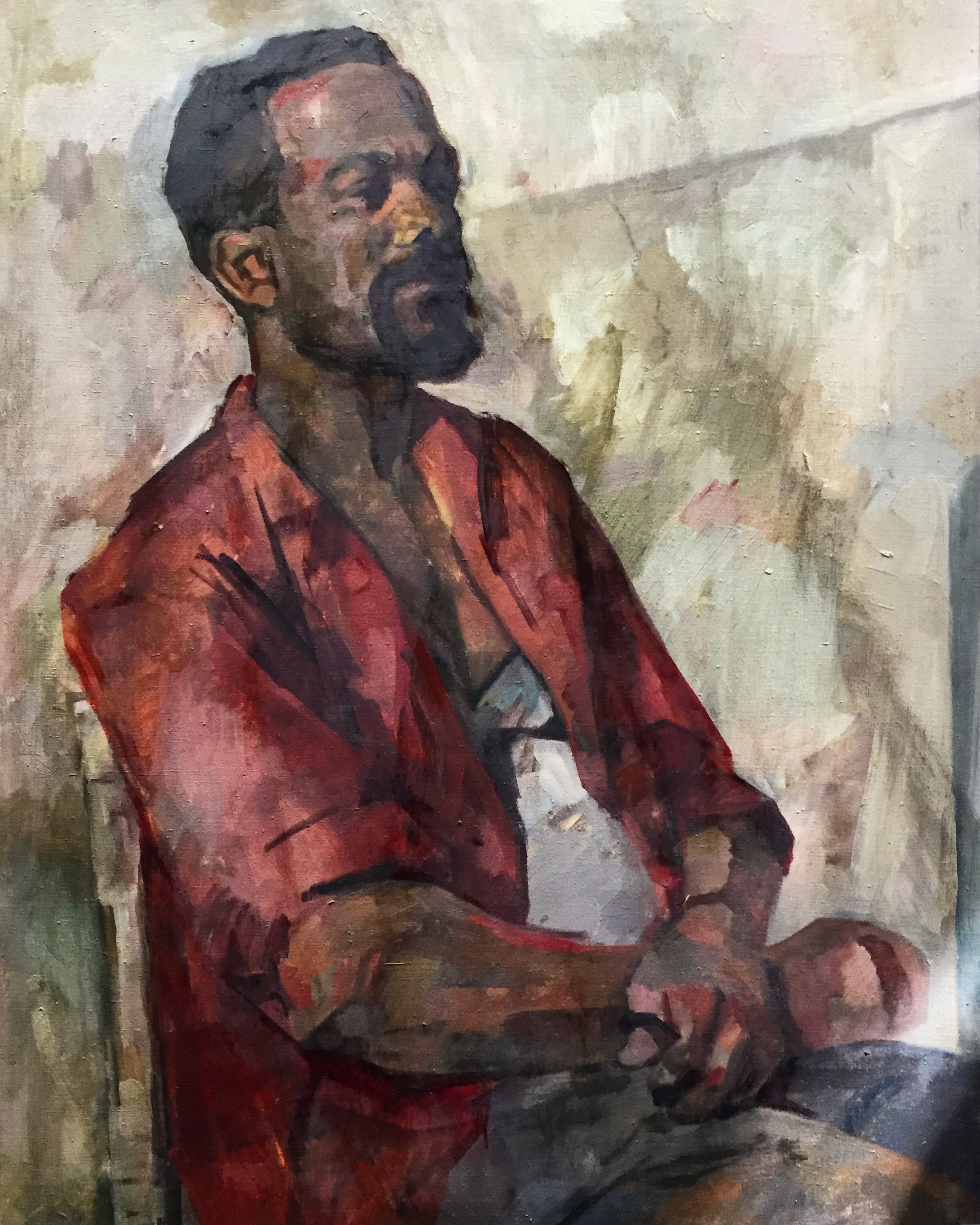
Portret van man in rood - ca. 1964 - olieverf op doek 100 x 70 cm - Renée Stotijn
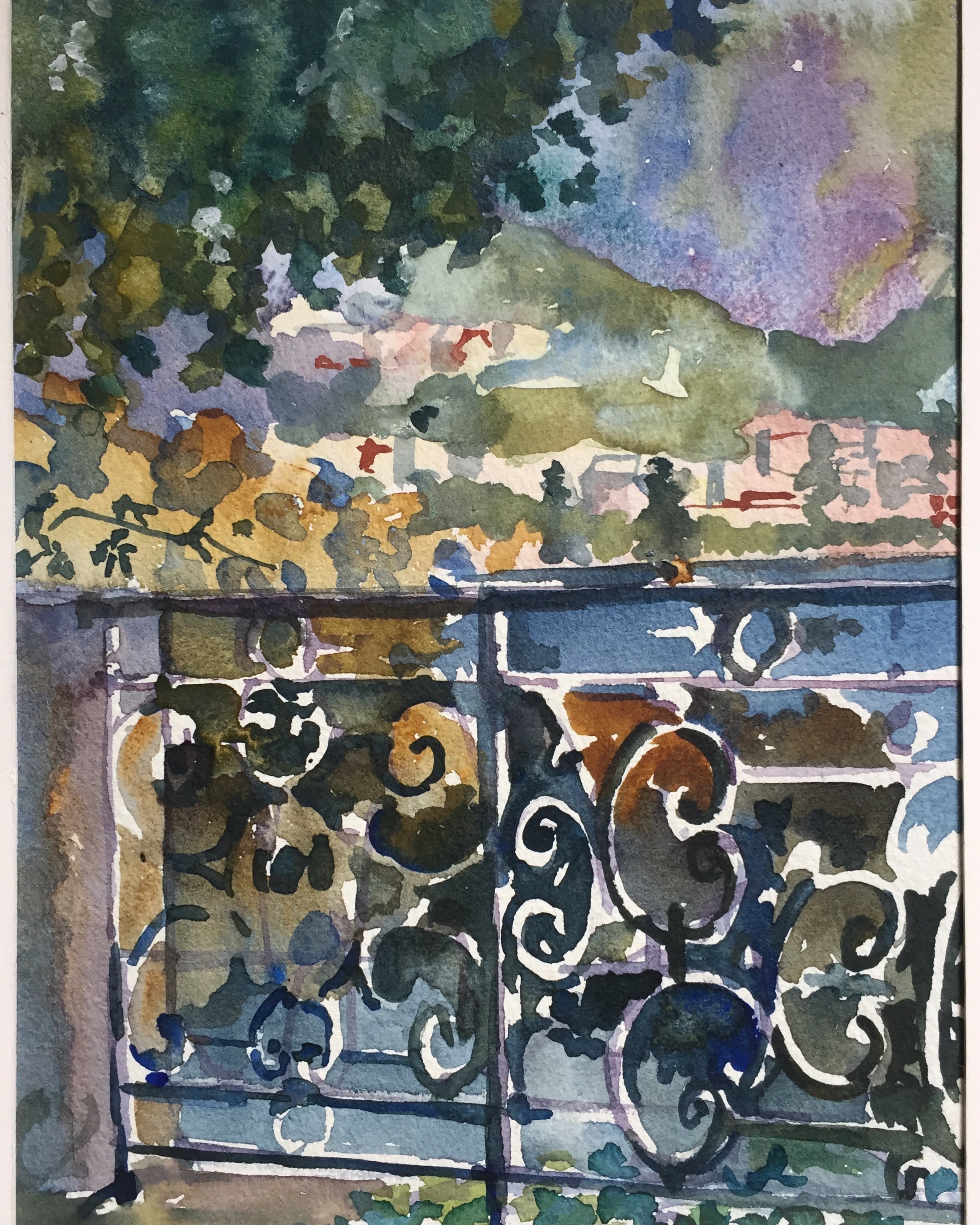
Mediterraans uitzicht - ca. 1970 - aquarel op papier 23 x 17 cm - Renée Stotijn
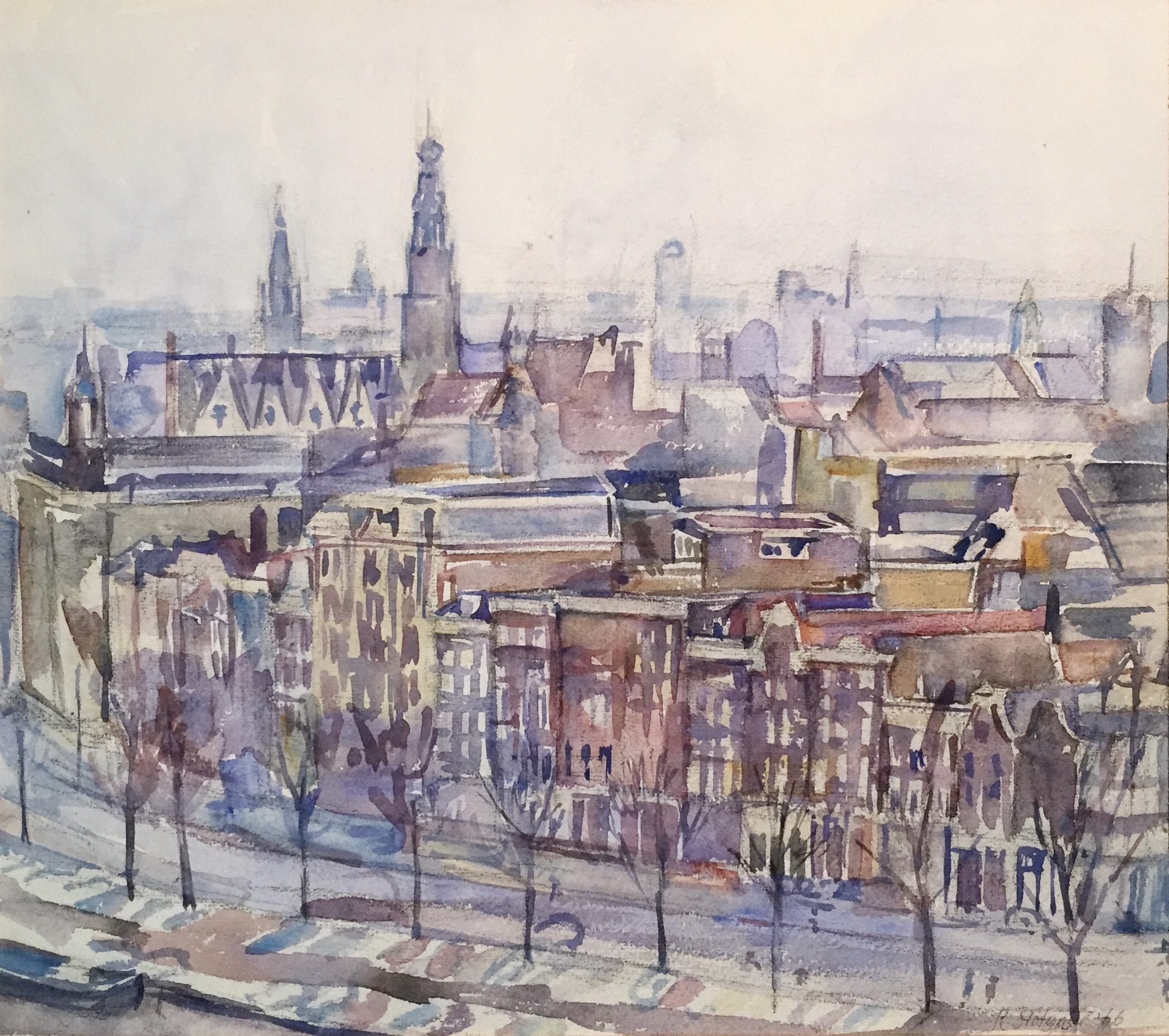
Prins Hendrikkade - 1966 - aquarel op papier - Renée Stotijn
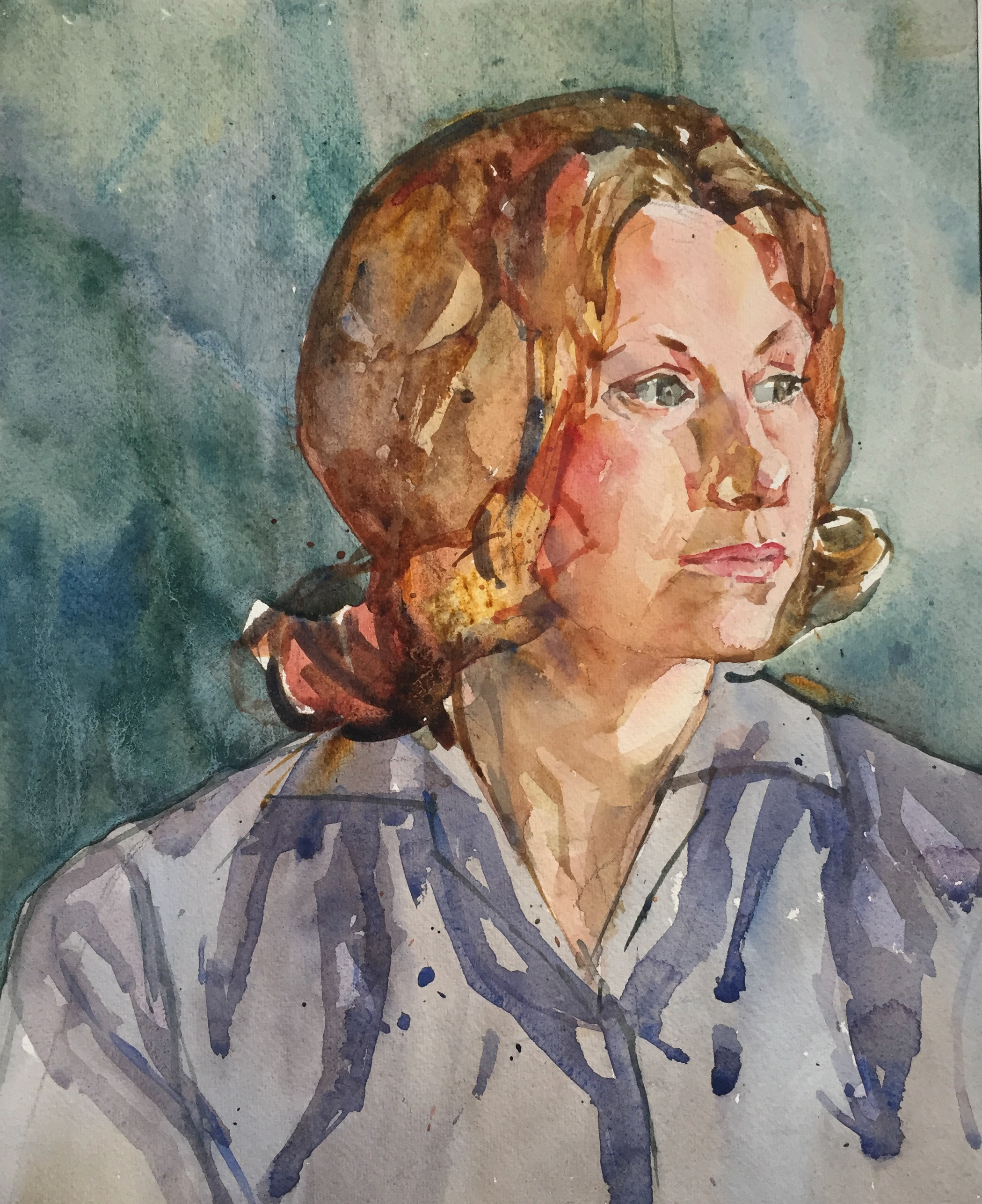
Portret van zusje Marion Stotijn - ca. 1964 - olieverf op papier Renée Stotijn
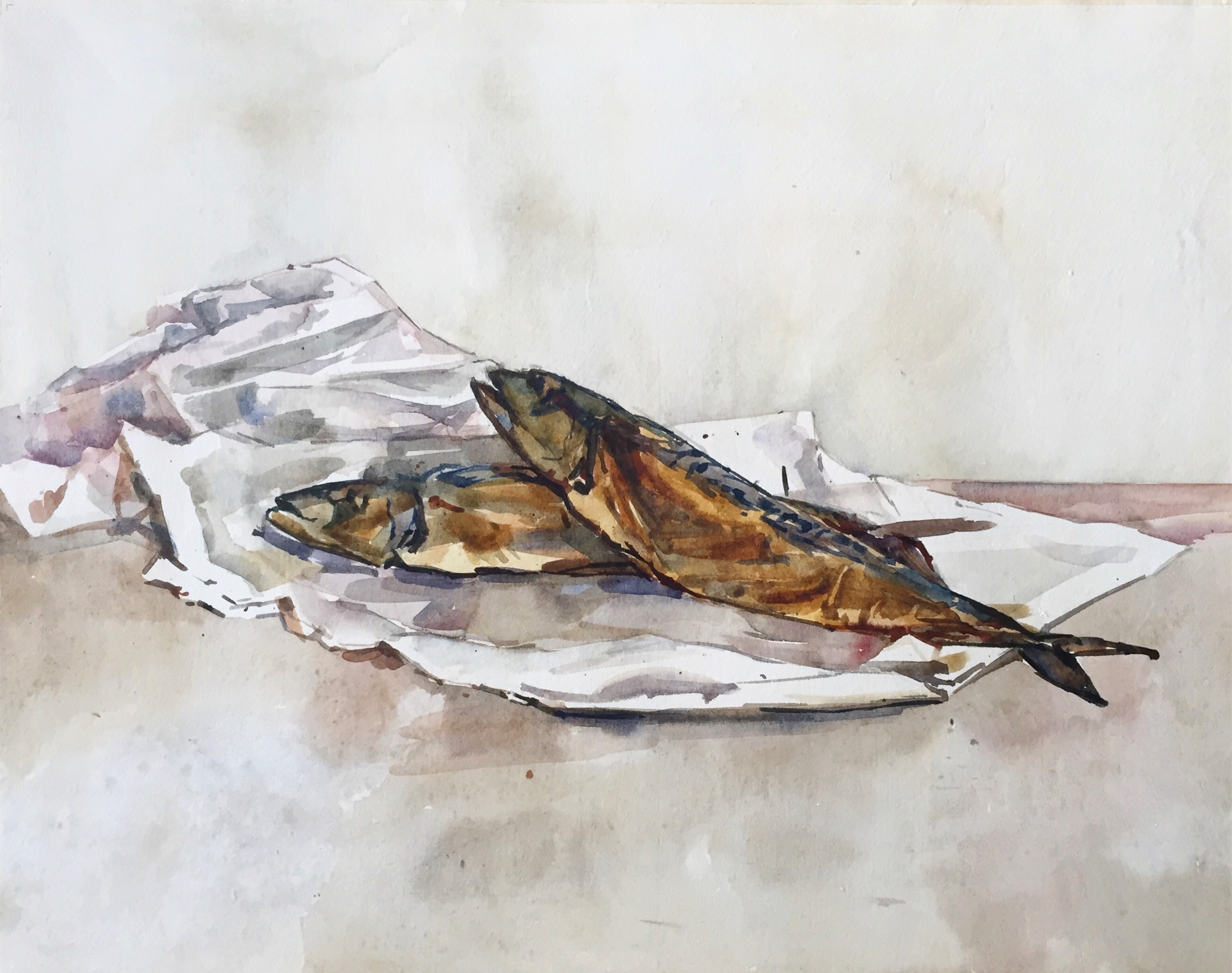
Twee vissen op papier - ca. 1965 - aquarel op papier Renée Stotijn
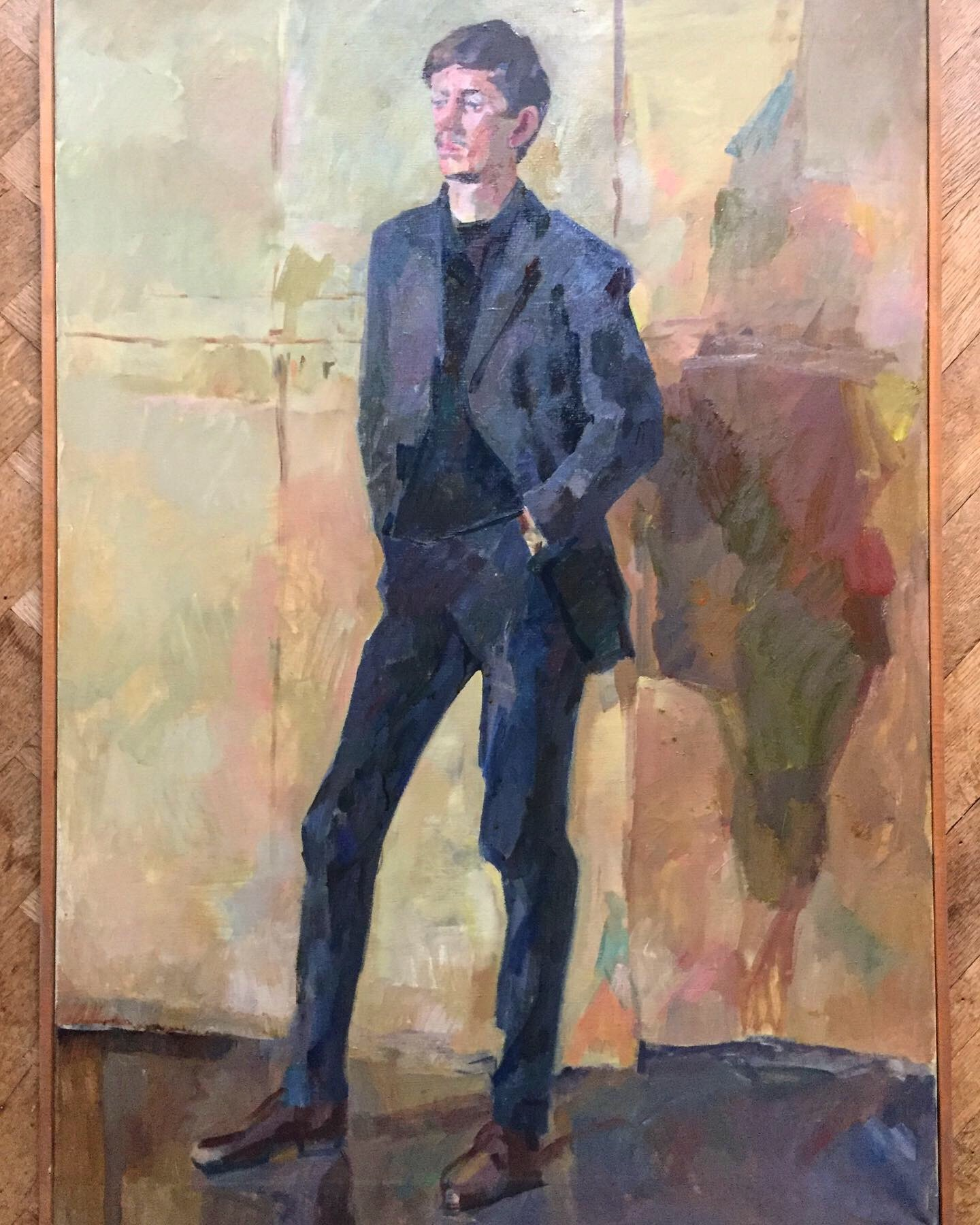
Staande man - ca. 1965 - olieverf op doek 100 x 70 cm - Renée Stotijn
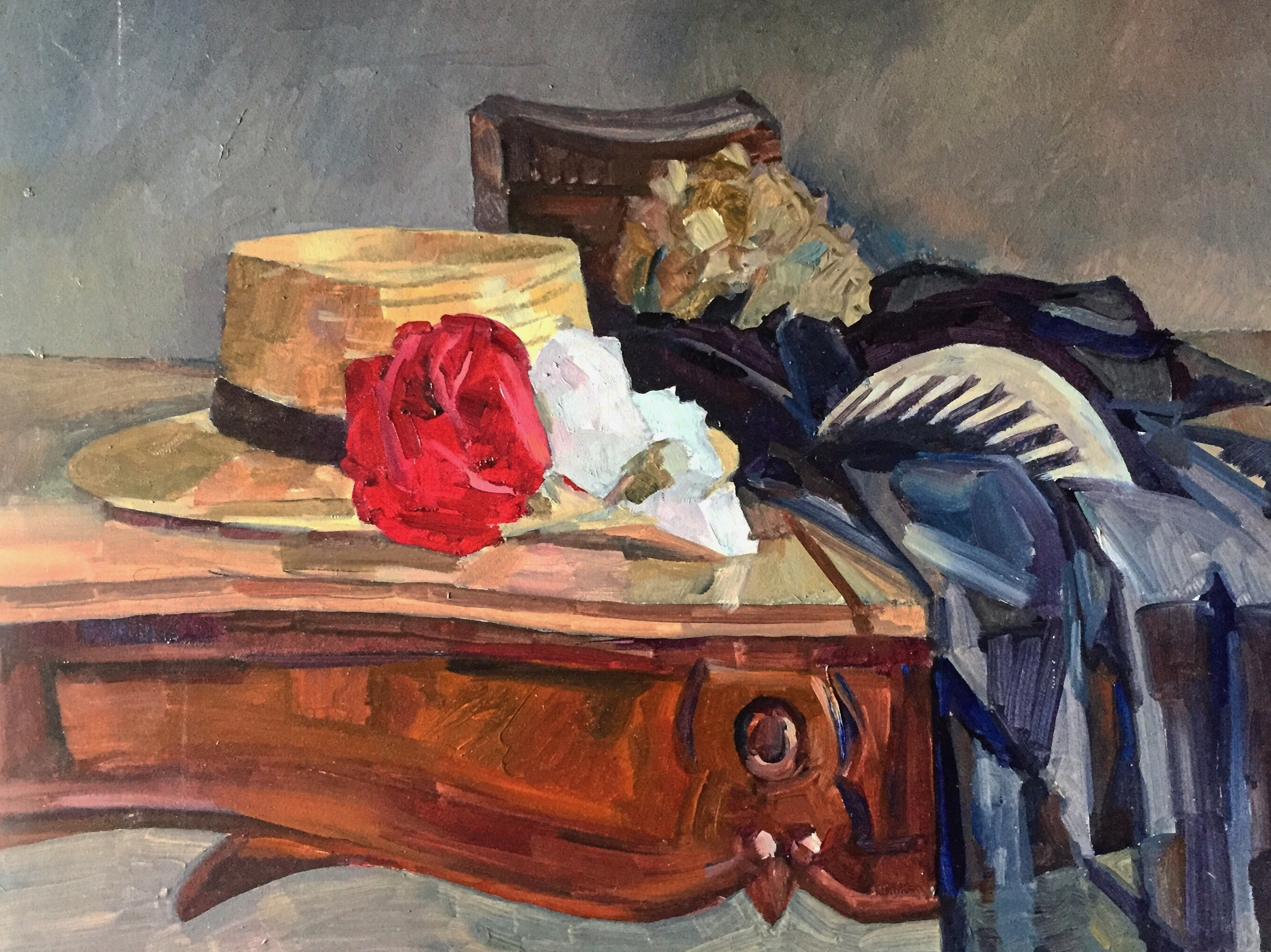
Stilleven met hoed en doek - ca 1964 - olieverf op paneel Renée Stotijn